# انتخاب المرشد الأعلى الإيراني 1989
انتخاب المرشد الأعلى الإيراني هي جلسة عقدت في 4 يونيو 1989 لانتخاب مرشد أعلى بعد وفاة روح الله الخميني. ونتج عنها انتخاب علي خامنئي بأغلبية حضور أعضاء مجلس خبراء القيادة، وحصل على 60 صوت من 74 عضو من الحاضرين.
في يناير 2018 بعد المظاهرات التي اندلعت في عدد من المدن الإيرانية، وعشية الذكرى الأولى لوفاة هاشمي رفسنجاني تم تسريب فيديو الجلسة، التي تظهر تعيين علي خامنئي مرشد مؤقت لحين انتخاب شخص يناسب المنصب، ودار النقاش حول عدم أهلية خامنئي الدينية، واعترف خامنئي بذلك وصرح عدد من الأعضاء بأنه خامنئي ليس صاحب رأي وليس مرجع والشروط لا تنطبق عليه وطلب عدد من الحضور الاكتفاء بالخامنئي كمرشد سياسي فقط، في نهاية الجلسة طلب رفسنجاني قيام الموافق من أعضاء المجلس لتعيين خامنئي مرشد مؤقت لحين تعديل الدستور وحذف شرط أن يكون المرشد «مرجع ديني».